# Caucasopisthes procurvus
Caucasopisthes procurvus là một loài nhện trong họ Linyphiidae.
Loài này thuộc chi Caucasopisthes. Caucasopisthes procurvus được Andrei V. Tanasevitch miêu tả năm 1987.